# 贝克 (密苏里州)
贝克（英文：Baker）是一個位於美國密苏里州斯托達德郡的村莊。於2010年，贝克人口為3人。而因為其人口極少，加上其人均收入極高，因此成為美国人均收入第三高的地方。

## 地理
贝克的座標為36°46′25″N 89°45′41″W / 36.77361°N 89.76139°W（36.773613, -89.761513）。
根據美国人口调查局，贝克的面積為0.21平方英里（0.54平方），並且沒有水域。
贝克和马萨诸塞州的歌珊是美國唯一兩個位於五個不同州距離29公里的小鎮。贝克位於密苏里州內，與阿肯色州相距28.6公里、與伊利诺伊州相距28.2公里、與田纳西州相距23公里以及與肯塔基州相距18公里

## 人口统计

### 2010年人口统计
根據2010年人口普查 ，贝克擁有3個居民、1户和1個家庭。其人口密度為14.3居民每平方英里（5.5居民每平方公里）。贝克擁有2間房屋单位，其密度為9.7間每平方英里（3.7間每平方公里）。贝克的人口完全以白人构成。
贝克僅有的一戶是已婚伴侶。每戶平均擁有3人，每個家庭亦平均擁有3人。贝克的人口的年齡中位數為60.5歲。在3個居民中，有1個年齡介乎25至44歲、有1個年齡介乎45至64歲、以及1個年齡為65歲以上。全部人口是由二男一女構成。

### 2000年人口统计
根據2000年人口普查，贝克擁有5個居民、2户和1個家庭。其人口密度為24.1居民每平方英里（9.2居民每平方公里）。贝克擁有2間房屋单位，其密度為9.7間每平方英里（3.7間每平方公里）。贝克的人口完全以白人构成。
在贝克的2戶中，沒有—戶擁有一個或以上的兒童（18歲以下）、有—戶為同居夫妻、以及—戶為獨居人仕。 平均每戶有2.5人，而平均每個家庭則有4人。在贝克的5個居民中，有有1個為19歲、有1個年齡介乎20至24歲、有2個年齡介乎45至54歲、以及1個年齡介乎65至74歲。贝克的人口的年齡中位數為47.5歲。全部人口是由二男三女構成。
贝克的一戶和家庭平均收入為$177,361美元。男性的收入中位數為$100,000，而女性的則為$79,631。贝克的人均收入為$182,000，並且沒有居民的收入在貧窮線以下。